# Kalijev perklorat
Kalijev perklorat je anorganska sol s kemijsko formulo KCI04. Kot drugi perklorati je tudi ta močno oksidacijsko sredstvo in lahko reagira z veliko organskimi snovmi. Običajno je v obliki brezbarvnega kristala. 

## Lastnosti
Kalijev perklorat se pripravlja industrijsko z obdelavo vodne raztopine natrijevega perklorata z KCI.
Kalijev perklorat je oksidant v smislu, da eksotermno prenaša kisik organskim spojinam. V kombinaciji z glukozo daje ogljikov dioksid.
Kot oksidant se kalijev perklorat lahko varno uporablja v prisotnosti žvepla, medtem ko se kalijevega klorata ne sme, saj so klorati kinetično šibkejši oksidanti. Klorat proizvaja kislino, ki je izredno nestabilna in lahko privede do prezgodnjega vžiga. Zaradi tega je kalijev perklorat bolj stabilen, saj te kisline ne proizvaja. Je močan oksidant, ki je zdravju škodljiv pri zaužitju, vdihavanju ali absorbciji skozi kožo. Povzroči lahko hudo draženje oči, kože in dihalne poti. Vpliva lahko na ledvice in kri.
V medicini se lahko kalijev perklorat uporablja kot antitiroidno sredstvo za zdravljenje hipertiroze, običajno v kombinaciji s katerim drugim zdravilom. Uporablja se tudi za izdelavo streliva in pirotehnike.

## Obstojnost in reaktivnost
Snov je obstojna pri običajnih pogojih uporabe in skladiščenja. Pri razgradnji nastaneta klor in kalijev oksid. Snov je nezdružljiva z več snovmi: aluminij, magnezij, fluor, žveplo, veliko vnetljivih snovi ... S snovjo se ne sme delovati v vročem prostoru, v bližini plamena oz. drugih virov vžiga.